# Příčina (okres Rakovník)
Obec Příčina (německy Fleißgrund) se nachází v okrese Rakovník, kraj Středočeský, zhruba 6 km jihozápadně od Rakovníka. Žije zde 206 obyvatel. K obci náležela i samota Divín.

## Historie
První písemná zmínka o obci (Przeczna) pochází z roku 1357. Podle jazykovědce Antonína Profouse zněla původní staročeská podoba názvu Přiečna, tj. „příčná“ (hora) a vztahovala se k vybíhajícímu návrší, na němž je ves situována. Později se jméno připodobnilo jiným místním názvům s koncovkou -ina.
V letech 1850–1960 k obci patřily Žďáry.

### Územněsprávní začlenění
Dějiny územněsprávního začleňování zahrnují období od roku 1850 do současnosti. V chronologickém přehledu je uvedena územně administrativní příslušnost obce v roce, kdy ke změně došlo:
- 1850 země česká, kraj Praha, politický i soudní okres Rakovník[6]
- 1855 země česká, kraj Praha, soudní okres Rakovník
- 1868 země česká, politický i soudní okres Rakovník
- 1939 země česká, Oberlandrat Kladno, politický i soudní okres Rakovník[7]
- 1942 země česká, Oberlandrat Praha, politický i soudní okres Rakovník[8]
- 1945 země česká, správní i soudní okres Rakovník[9]
- 1949 Pražský kraj, okres Rakovník[10]
- 1960 Středočeský kraj, okres Rakovník
- 2003 Středočeský kraj, obec s rozšířenou působností Rakovník

### Rok 1932
V obci Příčina (přísl. Žďáry, 550 obyvatel) byly v roce 1932 evidovány tyto živnosti a obchody: 4 hostince, kovář, 2 obchody se smíšeným zbožím, řezník, sochař kamene, trafika, truhlář.

## Pamětihodnosti
- Kamenné stádo

## Doprava
Dopravní síť
- Pozemní komunikace – Obcí vede silnice II/229 Rakovník - Kralovice.
- Železnice – Obec Příčina leží na železniční trati 162 Rakovník - Kralovice u Rakovníka (- Mladotice). Jedná se o jednokolejnou regionální trať, doprava na ní byla zahájena roku 1899.

Veřejná doprava 2018
- Autobusová doprava – V obci zastavovalo v pracovních dnech 13 spojů z Rakovníka, o víkendech 1 spoj.
- Železniční doprava – Železniční zastávkou Příčina jezdilo v pracovní dny i o víkendech 8 párů osobních vlaků.